# Jahor Filipenka
Jahor Ussewaladawitsch Filipenka (belarussisch Ягор Усеваладавіч Філіпенка; * 10. April 1988 in Minsk) ist ein belarussischer Fußballspieler.

## Karriere

### Verein
Filipenka begann seine Karriere bei BATE Baryssau. Im Juni 2006 stand er erstmals im Profikader von BATE. Sein Debüt in der Wyschejschaja Liha gab er dann im selben Monat gegen Lokomotive Minsk. Bis zum Ende der Saison 2006 kam er zu drei Einsätzen, mit Baryssau wurde er Meister. In der Saison 2007 absolvierte er 20 Partien und konnte mit seinem Klub den Meistertitel verteidigen. Zur Saison 2008 wechselte der Verteidiger nach Russland zu Spartak Moskau. In seiner ersten Spielzeit im Ausland absolvierte er elf Partien in der Premjer-Liga.
Zur Saison 2009 wurde Filipenka innerhalb der Liga an Tom Tomsk verliehen. Nach nur zwei Einsätzen in Tomsk wurde die Leihe im August 2009 vorzeitig beendet und er kehrte nach Moskau zurück. Bis zum Ende der Saison absolvierte er für Spartak weitere fünf Ligapartien. Zur Saison 2010 wurde er dann ein zweites Mal verliehen, diesmal an den Ligakonkurrenten FK Sibir Nowosibirsk. Für Sibir spielte er 18 Mal in Russlands höchster Spielklasse. Zur Saison 2011 folgte dann die dritte Leihe, diesmal zurück zu BATE. Für Baryssau kam er zu 20 Einsätzen und wurde mit dem Klub erneut Meister, zudem schaffte er mit dem Team die Qualifikation für die UEFA Champions League und absolvierte dort seine ersten Partien. Zur Saison 2012 wurde er dann von BATE wieder fest verpflichtet. In der Spielzeit 2012 kam er zu 19 Einsätzen, mit BATE holte er seinen persönlich vierten Meistertitel in Belarus. In der Saison 2013 kam er zu 22, in der Saison 2014 zu 23 Einsätzen, in beiden Spielzeiten wurde BATE abermals Meister.
Nach vier Jahren in Baryssau wechselte Filipenka im Januar 2015 nach Spanien zum FC Málaga. Bis zum Ende der Saison 2014/15 kam er dort aber noch nicht zum Einsatz. In der Saison 2015/16 absolvierte er dann acht Partien in der Primera División. Zur Saison 2016/17 zog der Abwehrspieler weiter nach Israel zu Maccabi Tel Aviv. In seiner ersten Spielzeit in der Ligat ha’Al absolvierte er 17 Partien für Maccabi. Nachdem er zu Beginn der Saison 2017/18 nur zu einem weiteren Ligaeinsatz gekommen war, wurde er im Januar 2018 innerhalb der Liga an den MS Aschdod verliehen. Während der Leihe absolvierte er 14 Partien in der höchsten israelischen Spielklasse.
Nach dem Ende der Leihe kehrte er nicht mehr nach Tel Aviv zurück, sondern wechselte im Juli 2018 ein drittes Mal nach Baryssau. Bis zum Ende der Saison 2018 kam er zu 13 Einsätzen in der Wyschejschaja Liha und wurde erneut Meister. In der Saison 2019 kam er zu 23 Einsätzen, erstmals wurde er aber in seiner Saison bei BATE nicht Meister. Auch in der Saison 2020 verpasste er mit dem Klub den Titel, er kam zu 24 Einsätzen. Zur Saison 2021 schloss Filipenka sich dem Ligakonkurrenten FK Schachzjor Salihorsk an. In der Saison 2021 kam er zu 25 Einsätzen für Salihorsk, mit Schachzjor holte er seinen persönlich neunten Meistertitel im belarussischen Oberhaus. In der Saison 2022 absolvierte er zehn Partien, ehe er im September 2022 nach zwölf Jahren wieder nach Russland wechselte und sich dort Ural Jekaterinburg anschloss.

### Nationalmannschaft
Filipenka nahm 2005 mit der belarussischen U-17-Auswahl an der EM teil. Während des Turniers kam er zu zwei Einsätzen, mit Belarus schied er aber bereits in der Vorrunde aus. Im September 2007 debütierte er in einem EM-Qualifikationsspiel gegen Slowenien im A-Nationalteam.
Ab 2009 spielte er dann auch für die U-21-Mannschaft, für die er sich für die EM 2011 qualifizierte. Bei dieser erreichte Belarus dank eines Tores von Filipenka im Entscheidungsspiel gegen Tschechien den dritten Rang und qualifizierte sich somit für die Olympischen Sommerspiele 2012. An diesen konnte der 24-jährige Filipenka allerdings nicht mehr teilnehmen, da die drei Plätze für über 23-Jährige andere Spieler bekamen.